# Propan
Propan je brezbarven plin, tretji v homologni vrsti alkanov z molekulsko formulo C3H8. Propan je sestavina nafte in zemeljskega plina.
Uporablja se predvsem kot gorivo. V utekočinjenem naftnem plinu  (UNP), ki se uporablja v gospodinjstvih in za pogon avtomobilskih motorjev, so poleg propana tudi manjše količine butana, propena, in butena. Plinu je dodana majhna količina etantiola, ki daje plinu prepoznaven vonj, če pride do iztekanja.
Propan je leta 1910 izoliral Walter O. Snelling iz Ameriškega urada za rudnike. Ime je dobil po propionovi kislini.

## Pridobivanje
Večina propana se pridobiva s frakcionirano destilacijo utekočinjenega naftnega plina in odpadnih plinov pri frakcionirani destilaciji nafte.
V laboratoriju se lahko pridobiva iz jodovodika in propanola:
CH3CH2CH2OH + 2HI → CH3CH2CH3 + I2 + H2O,
z redukcijo jodopropana (propil jodida) s cinkom v vodni raztopini:
CH3CH2CH2I + Zn + H2O → CH3CH2CH3 + Zn2+ + I− + OH−,
z redukcijo acetona s cinkom v koncentrirani klorovodikovi kislini:
2CH3COCH3 + Zn + 2HCl → CH3CH2CH3 + ZnCl2 + H2O,
ali s termičnim razkrojem maslene kisline:
CH3CH2CH2COOH → CH3CH2CH3 + CO2
Zadnja sinteza se uporablja zelo redko.

## Reakcije
Propan s prebitkom zraka (kisika) zgori v ogljikov dioksid in vodo:
C3H8 + 5O2 → 3CO2 + 4H2O
Pri reakciji se sprosti velika količina toplote: 50 MJ/kg  oziroma 91 MJ/m3. Če kisika ni dovolj, zgori do ogljikovega monoksida:
2C3H8 + 7O2 → 6CO + 8H2O
Če je kisika zelo malo, iz propana nastanejo saje (ogljik) in voda:
2C3H8 + 4O2 → 6C + 8H2O
S kontrolirano oksidacijo iz propana nastane propanojska kislina:
C3H8 + 3O2 → CH3CH2COOH + H2O
Pri segrevanju zmesi propana z vodo pri temperaturi  okrog 900 °C pride do cepljenja molekule, tako da iz propana  nastanejo etan, eten in propen. Proces se imenuje hidrokrekiranje. Pri reakciji propana s klorom nastane zmes kloriranih propanovih derivatov, predvsem 1-kloropropana i 2-kloropropana:
CH3CH2CH3 + Cl2 → CH3CH2CH2Cl + HCl
CH3CH2CH3 + Cl2 → CH3CHClCH3 + HCl
Reakcija je radikalska substitucija, ki jo inicirata ultravijolična svetloba, je zelo burna ali celo eksplozivna.

## Uporaba
Propan se uporablja predvsem kot gorivo za ogrevanje in pogon motorjev z notranjim zgorevanjem. Razlog za to je njegova visoka hlapnost (temperatura vrelišča je -42 °C), zaradi katere naprave ne potrebujejo posebnega uparilnika, ampak zadostuje primerna dozirna šoba. Drugi razlog je zmeren tlak, ki ga ima v utekočinjenem stanju. Zmeren tlak zmanjšuje tveganje zaradi eksplozije in poenostavi polnjenje jeklenk.
Komercialni propan (utekočinjeni naftni plin) ni čist. Vsebovati mora najmanj 90 % propana in največ 5 % propena, ostalo pa je butan. Propan iz zemeljskega plina in nafte ne vsebuje propena. Dopustne vsebnosti posameznih sestavin so praviloma predpisane v državnih zakonodajah.
Propan je primerno gorivo za motorje z notranjim zgorevanjem, ker ima visoko oktansko število (110) in manj onesnažuje okolje kot bencin in dizelsko gorivo. Tudi obraba motorja je pri vožnji s propanom manjša. Njegovo širšo uporabo omejuje vgradnja plinske naprave in dodatnega  rezervoarja za plin in pomanjlkjivo omrežje črpalk.
Velika količina propana se porabi tudi kot surovina v petrokemiji.

## Nevarnosti

### Vnetljivost
Utekočinjeni in plinasti propan sta zelo lahko vnetljiva in z zrakom tvorita eksplozivne zmesi.  Propan je 1,5 krat gostejši od zraka, zato se zbira in širi pri tleh. Pri izparevanju tekočega propana v atmosfero nasatajajo bele pare, ki so posledica kondenzacije zračne vlage.  Pri nepopolnem zgorevanju lahko nastaja strupeni ogljikov monoksid.

### Toksičnost
Propan ni toksičen, pri zlorabah z inhaliranjem pa deluje zadušljivo zaradi pomanjkanja kisika. Komercialni propani lahko poleg propana vsebujejo tudi druge ogljikovodike, ki lahko povečajo tveganje. Propan se običajno skladišči pri povišanem tlaku pri sobni temperaturi. Pri ekspandiranju se plin močno ohladi in lahko povzroči blage ozebline.
Vdihavanje: nizke koncentracije propana lahko imajo narkotičen učinek. Simptomi zastrupitve so vrtoglavica, glavobol, bruhanje in izguba koordinacije. Visoke koncentracije lahko povzročijo zadušitev. Simptomi zadušitve so nezmožnost gibanja in nezavest. Ponesrečenec se zadušitve ne zaveda. Ponesrečenca je treba čim prej odnesti s kontaminiranega področja in ga priključiti na dihalni aparat. Ponesrečenec mora biti toplo odet in mora počivati. Poklicati je treba zdravnika. Če se dihanje ustavi, je treba ponesrečencu dati umetno dihanje.
Stik s kožo in očmi: če pride do ozeblin, je treba ozeblo mesto najmanj 15 minut škropiti z vodo,  poviti s sterilnim povojem in poiskati zdravniško pomoč. Oči je treba najmanj 15 minut spirati z mlačno vodo in poiskati zdravniško pomoč.
Zaužitje: zaužitje ni predviden morebiten način zastrupitve.

### Vplivi na okolje
Zgorevanje propana je mnogo bolj čisto kot zgorevanje bencina, vendar ne tako čisto kot zgorevanje zemeljskega plina (metana). Plin zgori v ogljikov dioksid in vodo, vezi C-C in dvojne vezi v propenu in butenu pa povzročijo, da gori z vidnim plamenom.
Propan kot tak ne spada k toplogrednim plinom. 
Emisija toplogrednih plinov pri zgorevanju je 1,55 kg CO2/L oziroma 73,7 kg CO2/GJ.